# Berta Katscher
Berta Katscher (pseudonimy: Berta Kellner, Ludwig Ungar, Albert Kellner, Ludwig Kölle, Ludmilla Kölle, Bela Keleti; ur. 12 czerwca 1860 w Trenczynie, zm. 16 września 1903 w Budapeszcie) – węgierska pisarka, tłumaczka i dziennikarka urodzona na Słowacji.  

## Życiorys
Berta Katscher urodziła się w Trenczynie na Słowacji, w zamożnej żydowskiej rodzinie Josepha Katschera i Therese Blumgrund. Dorastała z ciotką, która zabrała ją m.in. do Turcji i na Węgry. 17 maja 1881 w synagodze w Timișoara poślubiła swojego kuzyna Leopolda Katschera, dziennikarza, pisarza i działacza społecznego. Siostra Berthy, Rosalie, była drugą żoną ojca Leopolda, Ignacego Katschera. Para mieszkała w Londynie, Berlinie i Wiedniu. W 1897 osiedlili się w Budapeszcie, gdzie mieszkali aż do śmierci Berty. Liczna korespondencja małżonków w dużej mierze napisana jest po angielsku.
Berta rozpoczęła karierę literacką, głównie dzięki wsparciu i zachęcie męża. Początkowo pisała bajki i książki dla dzieci, później pisała romantyczne i humorystyczne historie, które publikowała w czasopismach, tłumaczyła literaturę angielską na język niemiecki m.in. Edwarda Johna Hardy'ego, Roberta Louisa Stevensona, Harriet Buckley i Ignatiusa Donnelly. Twórczość w zakresie fikcji osadzona była we współczesnych autorce czasach, głównie w Austrii i wykazuje duży wpływ angielskiej literatury. W dziennikarstwie często poruszała tematy związane z prawami kobiet, pokojem na świecie, reformami społecznym i gospodarczymi a także prawami zwierząt. Pisała artykuły do wielu periodyków, m.in. do Frankfurter Zeitung, Wiener Mode, Die Heimat, Münchener Allgemeine Zeitung, Kölnisch Zeitung, Prochaska's Monatsbände. Jej pierwszym dziełem w formie książkowej było Die Kunst ein Mensch zu Sein, napisane w 1887 razem z Edwardem Johnem Hardym. W latach 1887–1889 publikowała wraz z Paulem Victorem Wichmannem serię Die Novellette, a od 1889 sama. W 1897 w Berlinie wydano jej powieść Soldatenkinder, jedną z niewielu publikacji pacyfistycznych w tamtych czasach. W ostatnich latach XIX w. temat wojska i  wojny był obecny niemal we wszystkich dziedzinach literatury dziecięcej i młodzieżowej w Cesarstwie Niemieckim. Zwycięstwo nad Francją w wojnie frnancusko-priskiej w latach 1870-71 wzmocniło poczucie narodowe i doprowadziło do fali wojennych opowieści, w których gloryfikowano cnoty żołnierskie. Chociaż tytuł powieści wskazuje, że to kolejna patriotyczna historia, w rzeczywistości opowiada o niszczycielskich skutkach wojen.

## Kolekcja Nowojorskiej Biblioteki Publicznej
W Nowojorskiej Bibliotece Publicznej znajduje się obszerny zbiór, który składa się z korespondencji, pism, akt sądowych, albumów, druków i dokumentów osobistych odzwierciedlających karierę literacką i aktywność społeczną Berty Katscher i jej męża Leopolda Katschera. Większość zbioru dokumentuje działalność wydawniczą Leopolda jako autora, redaktora i tłumacza, w mniejszym literacką karierę Berty. Zawiera ogólną, zawodową i rodzinną korespondencję odzwierciedlającą szeroki kontakt z wybitnymi europejskimi postaciami literackimi i kulturalnymi, zwłaszcza pod koniec XIX wieku. Znajdują się tam też manuskrypty książek i artykułów oraz albumy z opublikowanymi artykułami i reklamami wydawcy. Obecne są również akta Leopolda Katchera dotyczące spraw sądowych, wiele z nich dotyczy ochrony praw autorskich, dokumenty dotyczące pokoju między narodami, reform społecznych, feministycznych i kulturalnych społeczeństw oraz dokumenty osobiste, takie jak polisy ubezpieczeniowe i referencje zawodowe. Wśród wybitnych korespondentów są aktywiści, którzy współpracowali z małżeństwem przy tworzeniu stowarzyszeń pokojowych w całej Europie m.in. Bertha von Suttner, pierwsza kobieta, która otrzymała Pokojową Nagrodę Nobla i miała duży wpływ na decyzję Alfreda Nobla o przyznaniu nagrody, jej mąż Arthur Gundaccar von Suttner oraz Rosika Schwimmer, znana działaczka feministyczna i pacyfistka, siostrzenica Berty i Leopolda.
Kolekcja w dużej mierze napisana jest w języku niemieckim, znajdują się też dokumenty języku węgierskim i angielskim, a także w języku francuskim, włoskim, jidysz i hebrajskim. W dokumentach znajdują się też różne warianty pisowni nazwiska Katscher: Kacser, Kácser, Kácer i Kácsa.

## Twórczość

### Książki
- Die Kunst ein Mensch zu Sein (1888)
- Aus jungen Ehen (1889)
- Weihnachtsgeschichten (1890)
- Aus Bädern und Sommerfrischen (1890)
- Hermann Vámbérys Leben und Reiseabenteuer (1892)
- Vamberys Leben und Abenteuer (1892)
- Die beiden Toten (1892)
- Soldatenkinder (1897)
- Die Studentin (1900)
- Fremdartige Geschichten (1902)
- Die Stychows (1903)
- Das grosse Los (posthumous, 1912).

### Tłumaczenia
- Die Bettelmaid oder: Capri, J. Fitzgerald Molloy
- Dartmoor, Maurice H. Hervey
- Schiffbruch, R. L. Stevenson, L. Osbourne
- Caesar's Säule, Ignatius Donnelly (1892)
- Das Liebes und Eheleben berühmter Männer, Edward John Hardy (1899)
- Gräfin Lessczynska, Harriet Buckley (1900)
- Der Deserteur, Robert Williams Buchanan (1902)